# North Stradbroke Island
North Stradbroke Island (engelska: Stradbroke Island) är en ö i Australien. Den ligger i kommunen Redland och delstaten Queensland, omkring 43 kilometer öster om delstatshuvudstaden Brisbane. Arean är 275 kvadratkilometer. Den sträcker sig 39,3 kilometer i nord-sydlig riktning, och 15,2 kilometer i öst-västlig riktning.
Genomsnittlig årsnederbörd är 1 529 millimeter. Den regnigaste månaden är januari, med i genomsnitt 284 mm nederbörd, och den torraste är oktober, med 21 mm nederbörd.